# ایزوبل گودوین
ایزوبل گودوین (انگلیسی: Isobel Goodwin؛ زادهٔ ۲۱ دسامبر ۲۰۰۲) بازیکن فوتبال اهل انگلستان است که در پست مهاجم برای باشگاه شفیلد یونایتد در مسابقات قهرمانی زنان انگلستان بازی می‌کند.
وی همچنین در تیم ملی فوتبال زیر ۱۷ سال انگلستان بازی کرده است.